# Institut Químic de Sarrià
Institut Químic de Sarrià (IQS) és un centre d'ensenyament universitari fundat a Roquetes, Baix Ebre, el 15 d'agost de 1905 pel jesuïta Eduard Vitòria amb el nom de Laboratorio Químico del Ebro. L'any 1916 es va traslladar a Sarrià (Barcelona) i adoptà el nom actual. Fou reconegut el 1965 per l'estat espanyol com a escola superior d'enginyeria química, i inscrit el 1984 com a fundació privada d'ensenyament tècnic superior IQS.

## Història
La creació d'IQS es remunta al 15 d'agost de 1905, a mans del pare jesuïta Eduard Vitòria. La seva seu inicial es va situar a Roquetes, Baix Ebre, sota el nom de Laboratori Químic de l'Ebre. El 1916, es va traslladar a Sarrià, al costat del Col·legi de Sant Ignasi, i d'aquí adquireix el seu nom actual.
En 1965 és reconegut pel Ministeri d'Educació com a Centre no estatal d'Ensenyament Tècnic Superior.
En 1984 deixa de ser un Centre dependent jurídicament de la Companyia de Jesús i passa a ser una Fundació, regida per un Patronat.
L'1 de març de 1990 crea, juntament amb altres institucions, la Universitat Ramon Llull (URL), primera universitat privada de Catalunya, que és aprovada el 10 de maig de 1991 pel Parlament de Catalunya. IQS aporta, a més, a la URL la Facultat d'Economia (ADE) —l'actual IQS School of Management— creada a l'efecte.
El 2005, l'any del seu centenari, va rebre la medalla d'or de la ciutat de Barcelona i la Creu de Sant Jordi, distinció de la Generalitat de Catalunya, en reconeixement de la seva tasca docent i investigadora.
És regit per un consell directiu (Junta de Patrons) en nom de la Companyia de Jesús. El 1991 creà una facultat d'Economia, i passà a formar part de la Universitat Ramon Llull. S'autofinança completament, i una part dels recursos prové dels serveis tècnics que ofereix a les empreses, especialment en l'àmbit mediambiental.

## Estudis
Ofereix les llicenciatures de Química, ADE i Enginyeria Química. També ofereix la carrera d'Enginyeria Industrial, estudis que es van iniciar l'any 2000, així com diversos postgraus i doctorats. Té firmats acords de col·laboració amb diferents empreses i també convenis amb unes quantes universitats de prestigi com el MIT, entre d'altres. És una de les poques universitats d'Espanya que té l'acreditació per ABET en la titulació d'Enginyeria Química, que és l'acreditació que permet equiparar-la amb el nivell de les universitats americanes de prestigi. Així mateix, la carrera d'ADE també està acreditada per l'AACSB. A més a més de l'IQS, els únics estudis universitaris que, a Espanya, estan acreditats per l'AACSB són l'ESADE (també de la Universitat Ramon Llull) i L'Instituto de Empresa. En el Rànquing d'Universitats del diari El Mundo, algunes de les titulacions de l'IQS s'han mantingut entre les quatre primeres posicions des de 2004/2005. Aquest centre s'autofinança completament, i una part important dels seus recursos prové dels serveis tècnics que ofereix a les empreses, especialment en l'àmbit mediambiental i industrial que, a conseqüència del prestigi que té, després de tants anys oferint serveis de qualitat molt alta (tant des del punt de vista del món acadèmic com del món empresarial), fan que les empreses recorrin a l'IQS per a la realització d'estudis i de certificacions de diversa mena.
Des del setembre de 2013 s'imparteix un nou grau en Biotecnologia a través d'IQS School of Engineering.

## Instal·lacions
IQS disposa d'una superfície total de 22.250 m². L'IQS consta d'un edifici principal, seu de la IQS School of Engineering, un edifici destinat a tallers i laboratoris a escala pilot d'una planta industrial, amb una instal·lació annexa de planta pilot i semi industrial de Química Fina i un edifici destinat a Laboratori d'Anàlisi Mediambiental. A l'edifici principal es troben espais singulars com les aules equipades amb mitjans audiovisuals, els tallers i laboratoris de docència on l'alumne té assignada una plaça d'ús individual, els laboratoris d'investigació que utilitzen els alumnes per a desenvolupar la part experimental del seu Treball Final de carrera o la seva Tesi Doctoral, els laboratoris destinats a realitzar serveis a la indústria, la biblioteca (Centre de Documentació Multimèdia Ernest Solvay), les Sales Multimèdia per a la celebració de conferències, equipades amb servei de videoconferència, i també les àrees dels serveis d'Administració i Secretaria Acadèmica i l'àrea del servei de Bar i Restauració.
Compta també amb l'edifici de Bioenginyeria inaugurat el desembre de 2007. El 2010 s'inicien les obres de construcció del nou edifici d'IQS School of Management, inaugurat oficialment el 12 de desembre de 2012 per l'aleshores Príncep d'Astúries i de Girona, Felip de Borbó. Un edifici de 10 plantes amb una superfície total construïda de 10.800 m2, dels quals 5.600 m2 es destinen a ús docent. L'edifici compta amb un pis superior destinat a l'IQS Executive amb 10 aules; 15 aules, algunes modulables, amb un total de 1.000 places; 43 despatxos, sales de reunions i arxius per a professors i personal administratiu, 1 laboratori de 350 m2 destinats al Laboratori SEAT i de Mecànica en general, per als estudis d'Enginyeria Industrial, a la planta -1, una Sala d'Estudi-Biblioteca de 140 places, amb entrada independent (oberta els caps de setmana), un Auditori per a 191 persones i 175 places per a cotxes i 14 places per a motocicletes d'aparcament distribuïdes en 3 plantes subterrànies.